# Шипшина Лоначевського
Шипшина Лоначевського (Rosa lonaczevskii) — вид рослин з родини розових (Rosaceae); ендемік України. Є видом, який перебуває під загрозою зникнення на території Запорізької області.

## Опис
Кущ 100–200 см заввишки. Квітконосні пагони майже без шипиків. Квітки в суцвітті по 2–3. Гіпантії голі.

## Поширення
Ендемік України.
В Україні вид зростає на степових кам'янистих схилах — на Лівобережжі в лісостепових, рідше степових районах. У тому числі росте на острові Хортиця.